# マリア・テレザ・デ・ブラガンサ

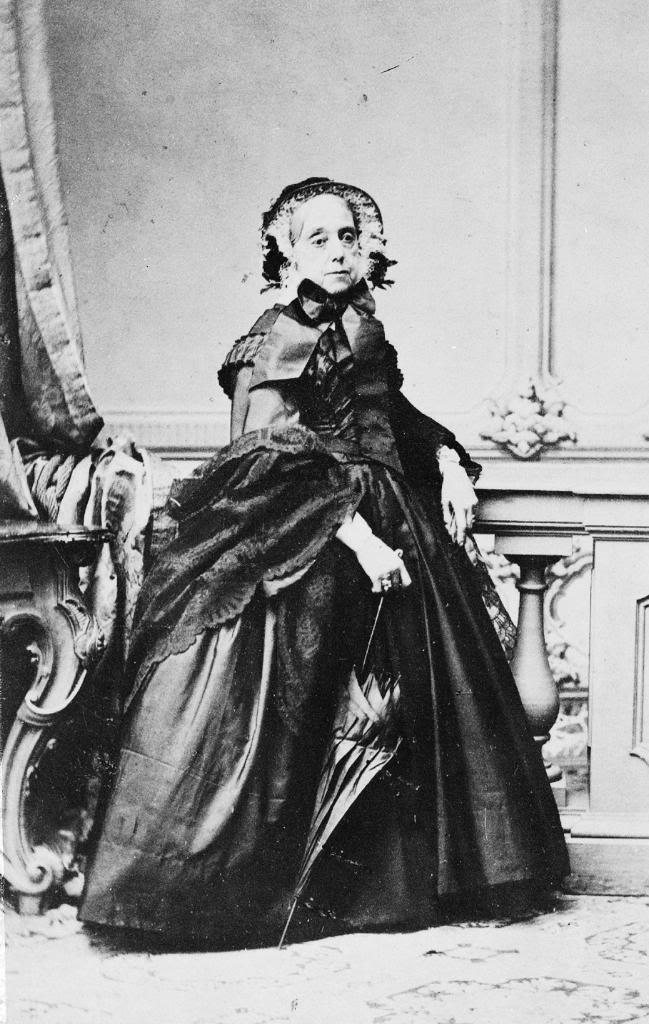
マリア・テレザ王女

マリア・テレザ・デ・ブラガンサ（Maria Teresa de Bragança, 1793年4月29日 - 1874年1月17日）は、ポルトガルの王族、ポルトガル王女（Infanta de Portugal）。ポルトガル王ジョアン6世の長女で、スペイン王族との2度の結婚を通じてスペイン王女（Infanta de España）の称号をも有した。全名はマリア・テレザ・フランシスカ・デ・アシス・アントニア・カルロタ・ジョアナ・ジョゼファ・シャヴィエル・デ・パウラ・ミゲラ・ハファエラ・イザベル・ゴンザーガ（Maria Teresa Francisca de Assis Antónia Carlota Joana Josefa Xavier de Paula Miguela Rafaela Isabel Gonzaga）。スペイン語名はマリア・テレサ（María Teresa de Braganza）。

## 生涯
マリア1世女王の王太子だったジョアン6世と、その妃でスペイン王カルロス4世の娘であるカルロッタ・ジョアキナの間の最初の子供として、シントラ郊外のケルス宮殿に生まれた。誕生時、マリア・テレザにはポルトガル王位継承順位第2位の王族に与えられるベイラ女公 (Princesa da Beira) の称号が授けられたが、ベイラ公の称号は1795年に生まれた弟フランシスコ・アントニオ（1795年 - 1801年）に、彼の死後はその下の弟ペドロ・デ・アルカンタラに移った。
マリア・テレザは1810年5月13日、ポルトガル王家がナポレオン戦争の難を避けて移住していたブラジルのリオ・デ・ジャネイロで、従兄のスペイン王子・ポルトガル王子ペドロ・カルロス（ペドロ・カルルシュ）と結婚した。ペドロ・カルロスは結婚して2年後の1812年5月に死去し、マリア・テレザは若くして寡婦となった。夫妻は短い結婚生活の間に一人息子セバスティアン・ガブリエル（1811年 - 1875年）をもうけた。
マリア・テレザは非常に保守的で、末弟のミゲル1世がポルトガル王位を簒奪しようと画策してポルトガル内戦を引き起こすと、ミゲルの同盟者となった。また義弟であり実の叔父でもあるモリナ伯爵カルロスのスペイン王位簒奪の企みにも加わった。母方の叔父であるスペイン王フェルナンド7世の治世末期、マドリードに居を構えていたマリア・テレザは、モリナ伯をスペイン王位につけるために策動をしていた。マリア・テレザは第1次カルリスタ戦争（1833年 - 1839年）に参加し、カルリスタや教会勢力、反動分子たちの強力な支援者となった。
1837年1月15日、スペイン議会はモリナ伯と共謀してイサベル2世女王に対する反乱を起こした罪により、マリア・テレザが母カルロッタ・ジョアキナの血統を通じて保有していたスペイン王位継承権を剥奪した。彼女の一人息子セバスティアンのスペイン王位継承権も同様に剥奪されたが、セバスティアンは1859年にスペイン政府に帰順している。またこの時、モリナ伯の息子たちとマリア・テレザの弟ミゲル1世も同じ理由でスペイン王位継承権者の列から排除された。
妹でモリナ伯夫人のマリア・フランシスカは1834年に亡くなっていたが、マリア・テレザは1838年、亡き妹の夫、実の叔父、また政治上の同盟者であるモリナ伯カルロスと再婚した。中年で再婚同士の夫婦の間には子供が出来なかったが、マリア・テレザは継子となった甥たちの面倒をよく見た。マリア・テレザと夫モリナ伯はスペインでの内戦が不成功に終わると国外に逃れ、2度と帰国しなかった。
モリナ伯と死別してから19年後の1874年にトリエステで死去した。